# Leckhampton
Leckhampton est un village anglais situé dans le Gloucestershire.